# Triplophysa tibetana
Triplophysa tibetana är en fiskart som först beskrevs av Regan, 1905.  Triplophysa tibetana ingår i släktet Triplophysa och familjen grönlingsfiskar. IUCN kategoriserar arten globalt som livskraftig. Inga underarter finns listade i Catalogue of Life.